# クロロムコン酸シクロイソメラーゼ
クロロムコン酸シクロイソメラーゼ(Chloromuconate cycloisomerase、EC 5.5.1.7)は、以下の化学反応を触媒する酵素である。
2-クロロ-2,5-ジヒドロ-5-オキソフラン-2-酢酸{\displaystyle \rightleftharpoons }3-クロロ-cis,cis-ムコン酸
従って、この酵素の基質は2-クロロ-2,5-ジヒドロ-5-オキソフラン-2-酢酸、生成物は3-クロロ-cis,cis-ムコン酸である。
この酵素は異性化酵素、特に分子内リアーゼに分類される。系統名は、2-クロロ-2,5-ジヒドロ-5-オキソフラン-2-酢酸 リアーゼ(脱環化)(2-chloro-2,5-dihydro-5-oxofuran-2-acetate lyase (decyclizing))である。この酵素は、γ-ヘキサクロロシクロヘキサン（リンダン）や1,4-ジクロロベンゼンの分解に関与している。また、活性には補因子としてマンガンを必要とする。

## 構造
2007年末時点で、3つの構造が解明されている。蛋白質構造データバンクのコードは、1CHR、1NU5、2CHRである。